# Helicteropsis microsiphon
Helicteropsis microsiphon är en malvaväxtart som först beskrevs av Henri Ernest Baillon, och fick sitt nu gällande namn av Bénédict Pierre Georges Hochreutiner. Helicteropsis microsiphon ingår i släktet Helicteropsis och familjen malvaväxter. Inga underarter finns listade i Catalogue of Life.